# Windows SideShow
Windows SideShow è una tecnologia introdotta in Windows Vista che permette ai PC dotati di Windows di pilotare una varietà di dispositivi con display ausiliari connessi al PC principale. Tali dispositivi possono essere separati o integrati nel computer (es., un display incastonato nella cover esterna di un laptop), consentendo l'accesso ad informazioni e multimedialità anche quando il PC è (per lo più) spento. SideShow consente anche di mostrare i dati del PC su display di telefoni cellulari e altri dispositivi connessi via Bluetooth o altri protocolli wireless.
I dispositivi SideShow possono essere aggiornati con una vasta gamma di informazioni come: contatti, mappe, appuntamenti in calendario e messaggi e-mail. Vista l'alta efficienza in termini di consumi della piattaforma su cui si basa la tecnologia, i display SideShow, integrati nei laptop possono essere in funzione per centinaia di ore senza esaurire la batteria principale, continuando a fornire l'accesso ai dati ed ai contenuti multimediali.